# Cordelia Fine
Cordelia Fine (Toronto, 1975) è una psicologa e divulgatrice scientifica inglese di origine canadese, ricercatrice nel campo delle neuroscienze delle differenze sessuali e nella cognizione sociale.
È professore ordinario nel programma di Storia e Filosofia della Scienza presso l'Università di Melbourne, in Australia.
È anche nota per aver coniato il termine "neurosessismo".

## Biografia
Cordelia Fine è nata a Toronto, figlia della scrittrice Anne Fine e di Kit Fine, un filosofo. Ha studiato alla St George's School for Girls di Edimburgo, in Scozia.  Ha conseguito una laurea in Psicologia Sperimentale con lode presso l'Università di Oxford, un Master in Filosofia e in Criminologia presso l'Università di Cambridge e un dottorato di ricerca in Psicologia presso l'University College di Londra.

## Carriera
Da quando ha completato il dottorato, Cordelia Fine ha svolto attività di ricerca presso la School of Philosophy & Bioethics della Monash University, presso il Centre for Applied Philosophy & Public Ethics dell'Australian National University e presso il Centre for Agency, Values & Ethics (CAVE) della Macquarie University.
Dal 2012 al 2016 è stata ARC Future Fellow presso la Melbourne School of Psychological Sciences.
Ha insegnato presso la Melbourne Business School, Università di Melbourne, fino al 2016. Quindi è diventata professoressa presso la School of Historical and Philosophical Studies dell'Università di Melbourne.

## Attività e pubblicazioni
Fine ha scritto tre libri di divulgazione scientifica sui temi della cognizione sociale, delle neuroscienze e dei miti popolari delle differenze sessuali. Il suo ultimo libro, Testosterone Rex, ha vinto il Royal Society Science Book Prize, 2017. È autrice di diversi capitoli di libri accademici e di numerose pubblicazioni accademiche.
Oltre a tenere conferenze pubbliche nei settori dell'istruzione e degli affari, Fine ha scritto anche per The New York Times, Scientific American, New Scientist, The Psychologist, The Guardian e The Monthly, tra gli altri, e ha recensito libri per il Financial Times e il Wall Street Journal.

### Opere
- A Mind of Its Own: How Your Brain Distorts and Deceives, W. W. Norton & Company, 2006 ISBN 0-393-06213-9
- The Britannica Guide to the Brain: A Guided Tour of the Brain and All Its Functions, Constable & Robinson, 2008 ISBN 1-84529-803-9
- Delusions of Gender, W. W. Norton & Company, 2010 ISBN 0-393-06838-2
- Testosterone Rex, W. W. Norton & Company, 2017 ISBN 0-393-08208-3

## Premi e riconoscimenti
- 2018 - Medaglia di Edimburgo, assegnata a "uomini e donne della scienza e della tecnologia i cui risultati professionali sono giudicati per aver dato un contributo significativo alla comprensione e al benessere dell'umanità".

### Testosterone Rex
- 2017 - The Royal Society Insight Investment Science Book Prize[25]

### Delusions of Gender
- 2011 - Shortlisted for the Victorian Premier's Literary Award for non-fiction 2011.[26]
- 2011 - Shortlisted for the Best Book of Ideas Prize 2011.[27]
- 2010 - Shortlisted for the John Llewellyn Rhys Prize 2010.[27]
- 2010 - Shortlisted by The Washington Post for 2010 Best Non-Fiction Book of the Year[28]
- 2013 - Shortlisted for the 2013 Warwick Prize for Writing.[27]
- 2010 - Evening Standard 2010 book of the year[29]
- 2010 - Guardian 2010 book of the year.[30]
- 2015 - Huffington Post 22 books women think men should read list[31]

### A Mind of Its Own
- 2007 - One of twelve books long-listed for the UK Royal Society Science Prize 2007[32]